# Potencjał Galvaniego
Potencjał Galvaniego (wewnętrzna różnica potencjału), Δφ (czyt. delta fi) – pojęcie z zakresu elektrochemii oznaczające różnicę potencjału elektrycznego pomiędzy dwoma punktami we wnętrzu dwóch faz. W szczególności, fazy te mogą być dwoma różnymi ciałami stałymi (na przykład dwa połączone metale) lub ciałem stałym zanurzonym w cieczy (na przykład metalowa elektroda zanurzona w elektrolicie).
Generalnie, różnica potencjału Galvaniego jest mierzalna tylko w przypadku jeśli te dwie fazy mają identyczny skład.
Nazwa potencjału Galvaniego wywodzi się od nazwiska jednego z pionierów elektrochemii, Luigi Galvaniego.

## Znaczenie
Potencjał Galvaniego, razem z potencjałem Volty, ma fundamentalne znaczenie w elektrochemicznym opisie granicy międzyfazowej (na przykład, potencjał elektrody, ogniwo galwaniczne).

## Pochodzenie
Rozważmy przypadek dwóch różnych metali. Jeśli te metale są elektrycznie odizolowane od siebie, to pomiędzy nimi może występować różnica potencjałów. Po połączeniu elektrycznym obu metali ze sobą, nastąpi przepływ elektronów z metalu o mniejszej pracy wyjścia do metalu z wyższą pracą wyjścia, aż do momentu wyrównania potencjałów elektrochemicznych elektronów wewnątrz tych dwóch faz. Ilość elektronów, która przepłynie pomiędzy tymi fazami jest stosunkowo niewielka i dlatego poziom Fermiego praktycznie nie ulegnie zmianie. Na granicy faz tych dwóch metali powstanie podwójna warstwa elektryczna.
Równość potencjału elektrochemicznego pomiędzy dwoma fazami w kontakcie można zapisać jako:
{\displaystyle {\overline {\mu }}_{j}^{(1)}={\overline {\mu }}_{j}^{(2)}}
gdzie:
{\displaystyle {\overline {\mu }}} jest potencjałem elektrochemicznym faz (1) i (2)
j oznacza nośniki ładunku elektrycznego w danym systemie (elektrony w metalach)
Potencjał elektrochemiczny danej fazy jest zdefiniowany jako suma potencjału chemicznego i lokalnego potencjału elektrostatycznego:
{\displaystyle {\overline {\mu }}_{j}=\mu _{j}+z_{j}F\phi }
gdzie:
μ to potencjał chemiczny
z to wielkość ładunku elektrycznego niesionego przez pojedynczy nośnik ładunku (jedność dla elektronów)
F to stała Faradaya
φ to potencjał elektrostatyczny.
Z powyższych dwóch równań wynika:
{\displaystyle \phi ^{(2)}-\phi ^{(1)}={\frac {\mu _{j}^{(1)}-\mu _{j}^{(2)}}{z_{j}F}}}
gdzie wyrażenie po lewej stronie znaku równości to różnica potencjału Galvaniego pomiędzy fazami (1) i (2). Różnica ta zależy wyłącznie od charakteru chemicznego rozpatrywanych faz, a dokładniej od różnicy potencjałów chemicznych nośników ładunku elektrycznego w tych dwóch fazach.
W podobny sposób powstaje różnica potencjałów Galvaniego pomiędzy elektrodą i elektrolitem (albo, generalnie, pomiędzy dwoma różnymi fazami przewodzącymi elektrycznie). Jednakże w takim przypadku równania podane wyżej muszą uwzględnić wszystkie cząstki uczestniczące w reakcji elektrochemicznej na granicy międzyfazowej.

## Związek z potencjałem ogniwa galwanicznego
Potencjał Galvaniego jest niemierzalny. Potencjał który jest mierzony pomiędzy dwoma metalicznymi elektrodami zestawionymi w ogniwo galwaniczne nie jest równy różnicy potencjału Galvaniego tych dwóch metali (lub kombinacji tych potencjałów z potencjałem elektrolitu) ponieważ ogniwo to musi zawierać dodatkowe połączenie metal-metal, tak jak pokazane na poniższym schemacie przykładowego ogniwa:
M(1)|S|M(2)|M(1)'
gdzie:
S – elektrolit
M(1)' – dodatkowy metal (tutaj przyjętym za metal(1)), który musi być wstawiony w obwód aby go zamknąć
Mierzony potencjał może być zapisany jako:
{\displaystyle E^{(2)}-E^{(1)}=\left(\phi ^{(2)}-\phi ^{(S)}-{\frac {\mu _{j}^{(2)}}{z_{j}F}}\right)-\left(\phi ^{(1)}-\phi ^{(S)}-{\frac {\mu _{j}^{(1)}}{z_{j}F}}\right)}
gdzie:
E – potencjał pojedynczej elektrody
(S) – elektrolit
Z powyższego równania wynika, że dwa metale w kontakcie elektronowym (tzn. w stanie równowagi elektronów) muszą mieć ten sam potencjał elektrodowy. Także potencjał elektrochemiczny elektronów w obu metalach będzie ten sam, natomiast ich potencjał Galvaniego będzie różny (chyba że są to identyczne metale).